# Marquinho
Pour le footballeur brésilien, voir Marquinho (football).
Pour les articles homonymes, voir Marquinhos (homonymie).
Marquinho est une municipalité brésilienne située dans l'État du Paraná.